# FK Željezničar Sarajevo

FK Željezničar Sarajevo is een Bosnische voetbalclub uit Sarajevo. De club heeft een grote geschiedenis en was een grote club in de tijd van Joegoslavië. In 1985 haalde het de halve finale van de UEFA Cup.
Zeljeznicar speelde voor het eerst in de hoogste klasse van Joegoslavië in 1946, net na de Tweede Wereldoorlog maar degradeerde meteen. In 1954 keerde de club terug naar de hoogste klasse en degradeerde dit keer na twee seizoenen. Het verblijf in de tweede klasse werd tot een seizoen beperkt maar opnieuw moest de club na twee seizoenen degraderen. In 1962 keerde de club terug en werd meteen derde. De club nestelde zich al snel elk jaar in de top 5 en na de tweede plaats in 1971 werd de club landskampioen in 1972. De volgende seizoenen eindigde de club telkens wat lager en in 1977 degradeerde de club. Na één seizoen stond Zeljeznicar weer in de hoogste klasse en eindigde in de middenmoot. In 1982 werd de club vijfde en twee jaar later zelfs derde. Daarna eindigde de club in de middenmoot en ontsnapte in 1989 net aan een nieuwe degradatie. In 1991/92 moest de competitie het al stellen zonder clubs uit Slovenië en Kroatië maar na 17 wedstrijden trok ook Zeljeznicar zich terug uit de Joegoslavische competitie.
De Bosnische competitie begon door de oorlog pas in 1994 en na enkele seizoenen werd in 1998 de eerste titel binnen gehaald. Drie jaar later volgde de tweede en ook het jaar daarna werd de club kampioen. Na lange tijd kon Zeljeznicar in 2010 nog eens landskampioen worden.

## Erelijst
- Landskampioen (Joegoslavië)

1972
- Landskampioen (6x)

1998, 2001, 2002, 2010, 2012, 2013
- Beker (6x)

2000, 2001, 2003, 2011, 2012, 2018
- Supercup (3x)

1998, 2000, 2001

## In Europa
FK Željezničar Sarajevo speelt sinds 1963 in diverse Europese competities. Hieronder staan de competities en in welke seizoenen de club deelnam:
- Champions League (5x)

2001/02, 2002/03, 2010/11, 2012/13, 2013/14
- Europacup I (1x)

1972/73
- Europa League (6x)

2011/12, 2014/15, 2015/16, 2017/18, 2018/19, 2020/21
- Conference League (2x)

2023/24, 2025/26
- UEFA Cup (7x)

1971/72, 1984/85, 1998/99, 2000/01, 2002/03, 2003/04, 2004/05
- Jaarbeursstedenbeker (1x)

1970/71
- Mitropacup (4x)

1963, 1964, 1968, 1969

## Bekende (oud-)spelers
- Admir Adžem
- Mehmed Baždarević
- Josip Bukal
- Armin Čerimagić
- Edin Džeko
- Adnan Gušo
- Dželaludin Muharemović
- Ivica Osim
- Haris Škoro
- Mario Stanić
- Gordan Vidović